# Chrysomelidae
I Crisomelidi (Chrysomelidae Latreille, 1802) sono una famiglia di insetti dell'ordine dei Coleotteri, comprendente circa trentacinquemila specie.

## Descrizione
Generalmente sono vivacemente colorati, con il corpo liscio e le antenne relativamente corte. La parte più colorata sono, senza dubbio, le elitre, la cui colorazione varia a seconda della specie. Lunghezza da pochi millimetri fino a 3 centimetri.

## Biologia
Sono insetti prevalentemente fitofagi, sia durante lo stadio larvale che da adulti: le larve prediligono le foglie o altri tessuti vegetali ricchi in clorofilla; gli adulti si nutrono anche di fiori, germogli e polline. Sono note anche larve che si nutrono di radici (rizofaghe), larve galligene e larve fillominatrici. Le larve di alcune specie di Clytrini (p.es. Lachnaia italica), sono mirmecofile e si nutrono di uova e cadaveri di formiche oltre che di detriti presenti nei formicai.
Famosa è la dorifora della patata (Leptinotarsa decemlineata) dannosa per le patate, e non solo, e diffusa in buona parte del mondo.

## Distribuzione e habitat
Sono diffusi su tutto il globo.

## Tassonomia
La famiglia Chrysomelidae comprende le seguenti sottofamiglie e tribù:
- sottofamiglia Sagrinae Leach, 1815
  - tribù Carpophagini Chapuis, 1874
  - tribù Diaphanopsidini Monrós, 1958
  - tribù Megamerini Chapuis, 1874
  - tribù Sagrini Leach, 1815

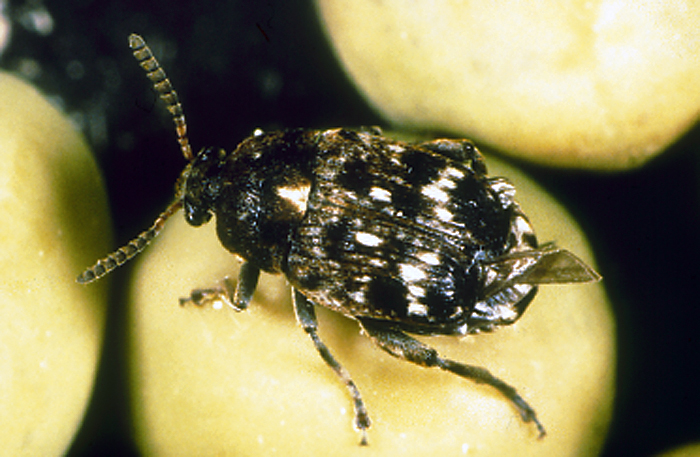
Tonchio del pisello
(Bruchus pisorum)

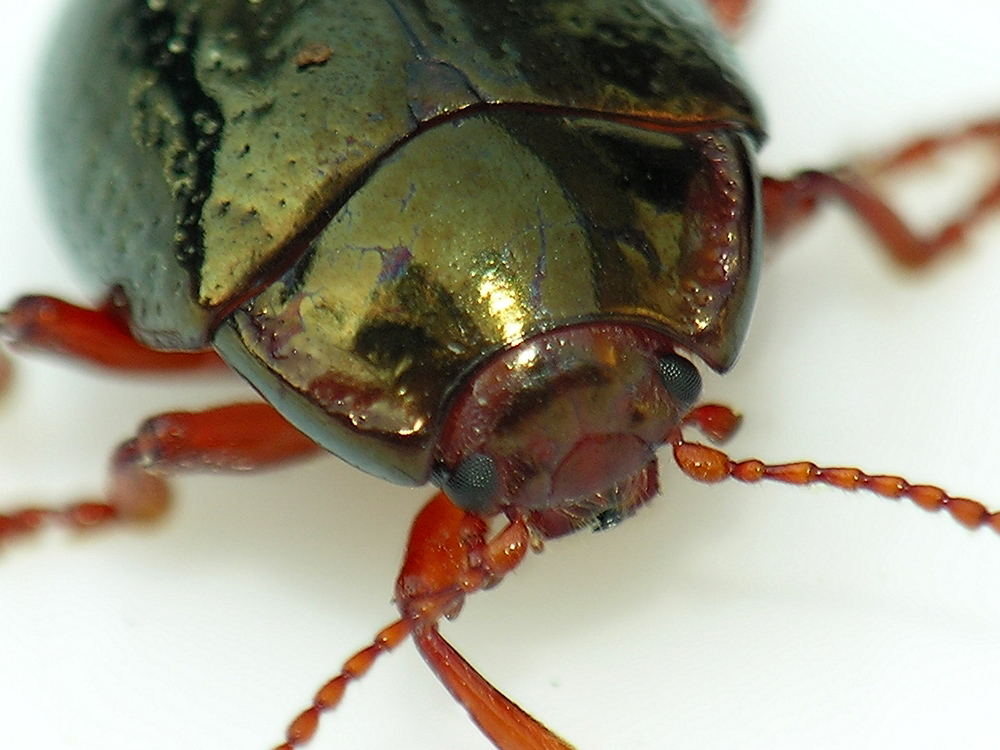
Chrysolina bankii

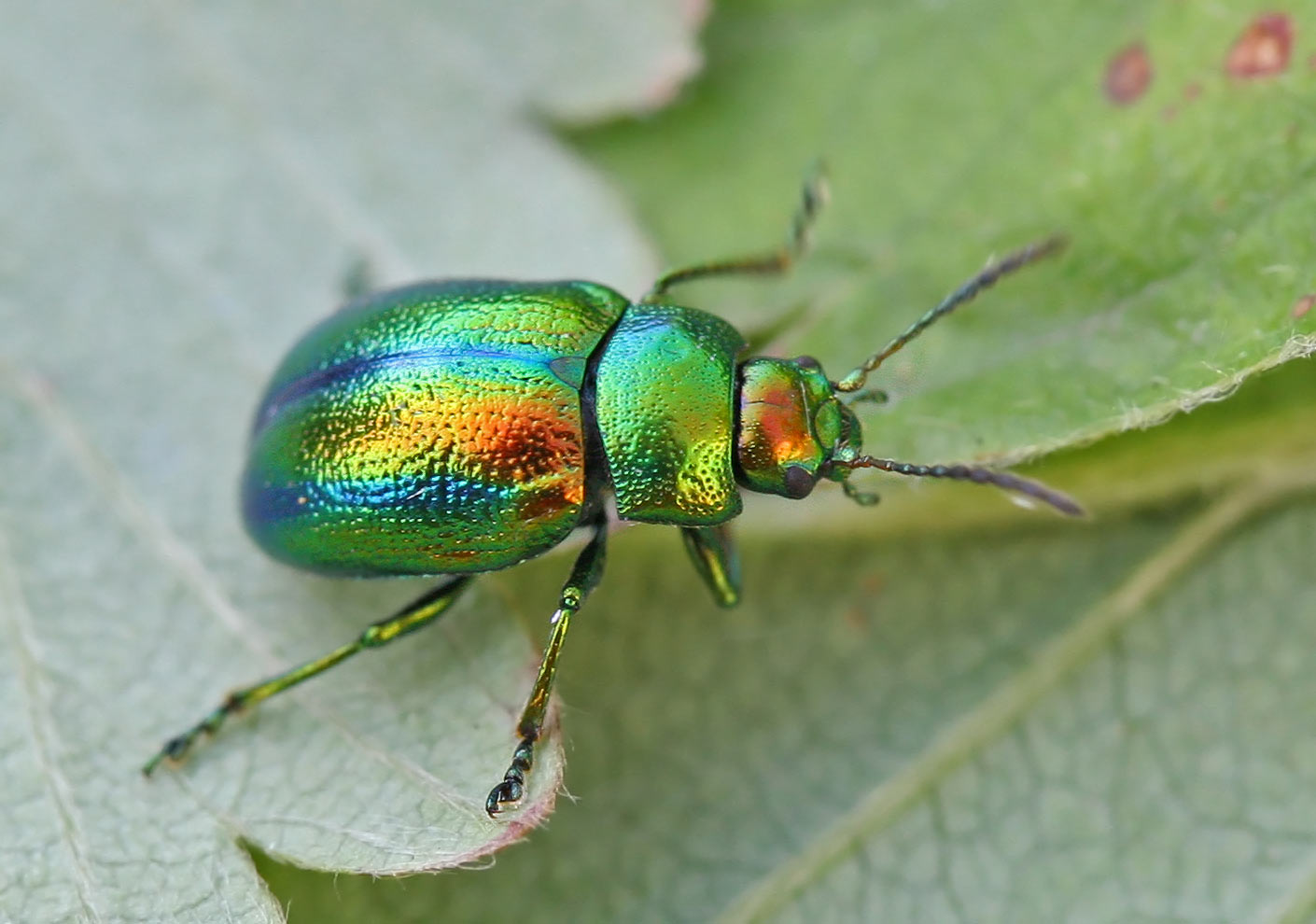
Chrysolina fastuosa

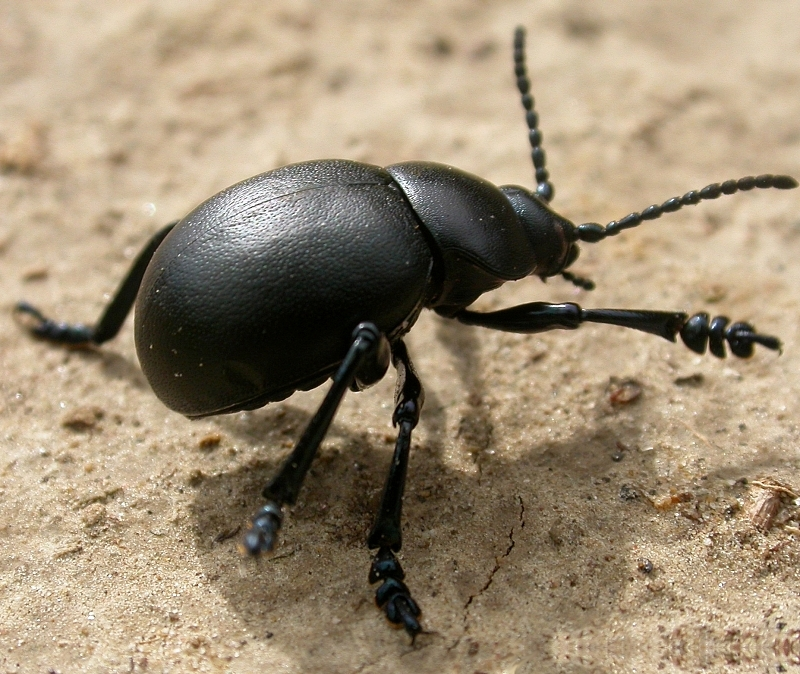
Timarcha sp.

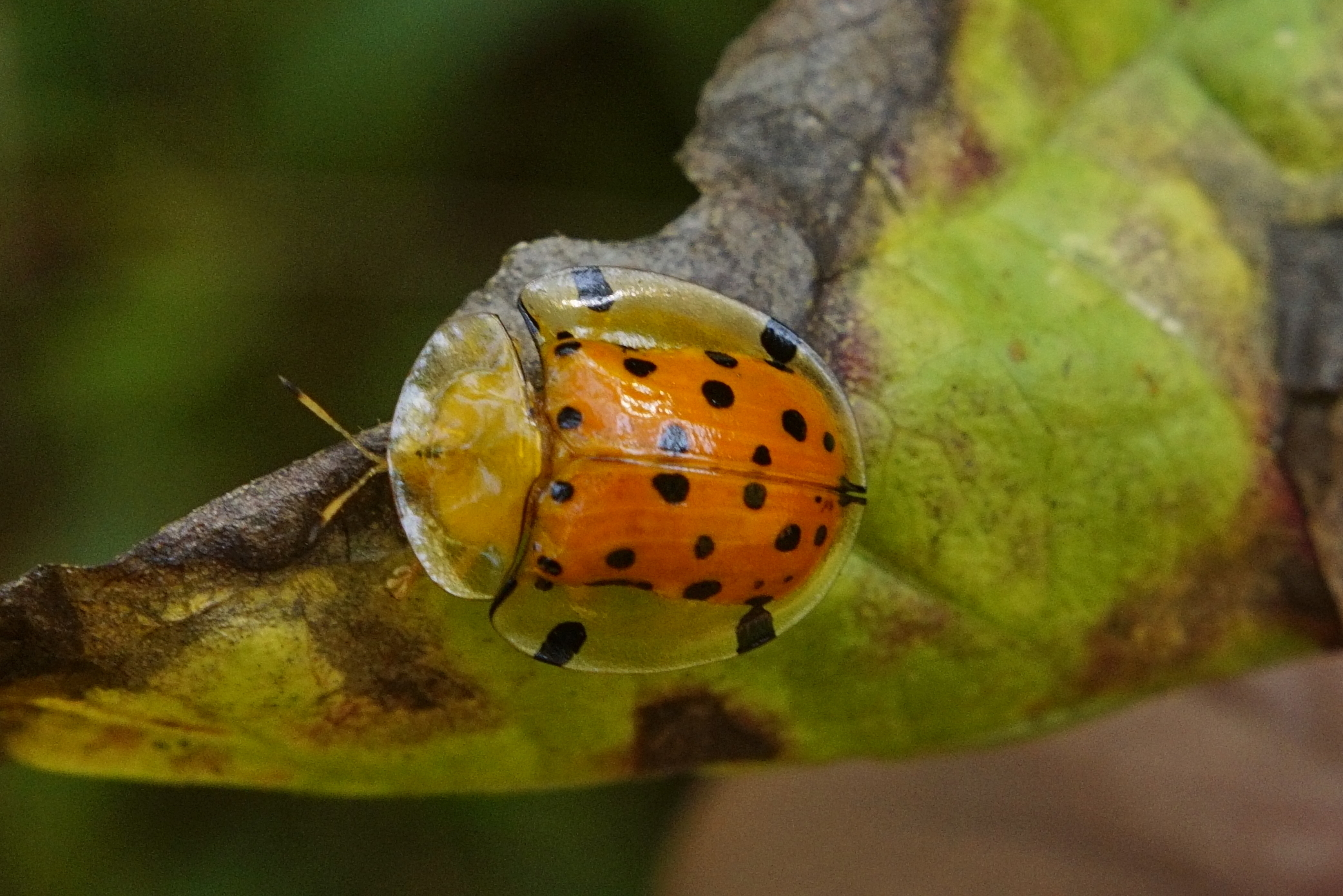
Aspidimorpha miliaris

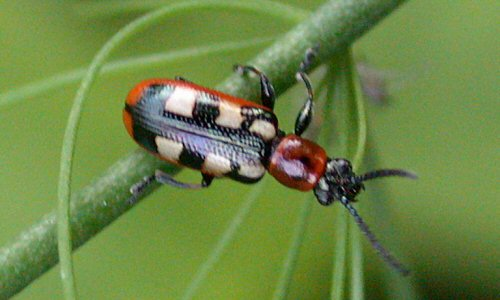
Crioceris asparagi

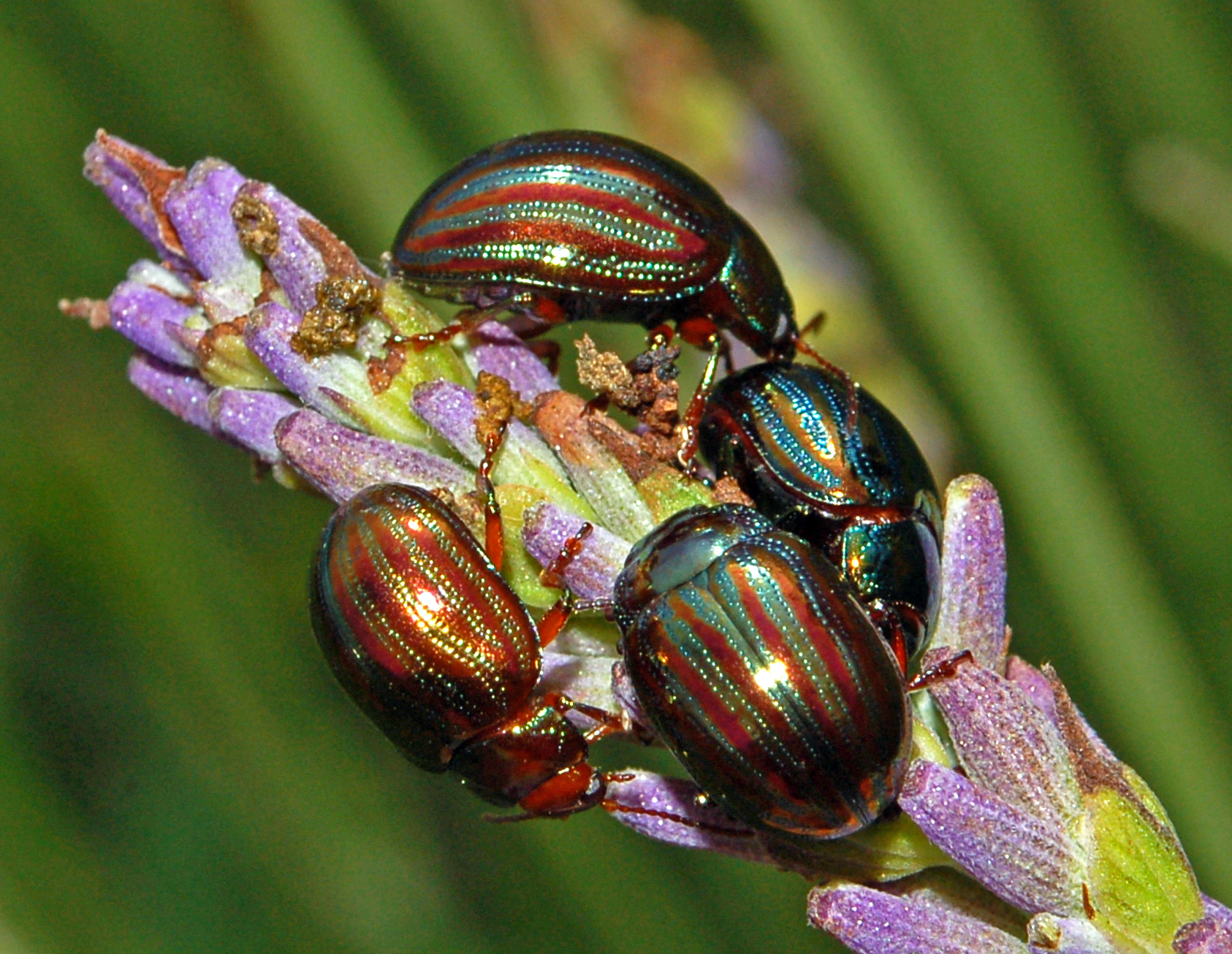
Chrysolina americana su una pianta di lavanda

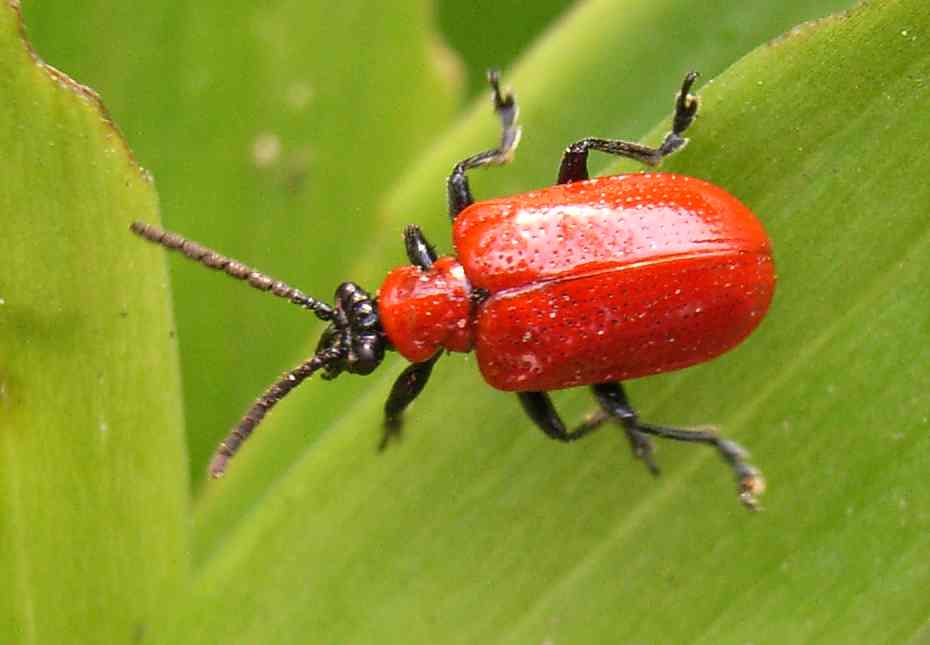
Lilioceris lilii

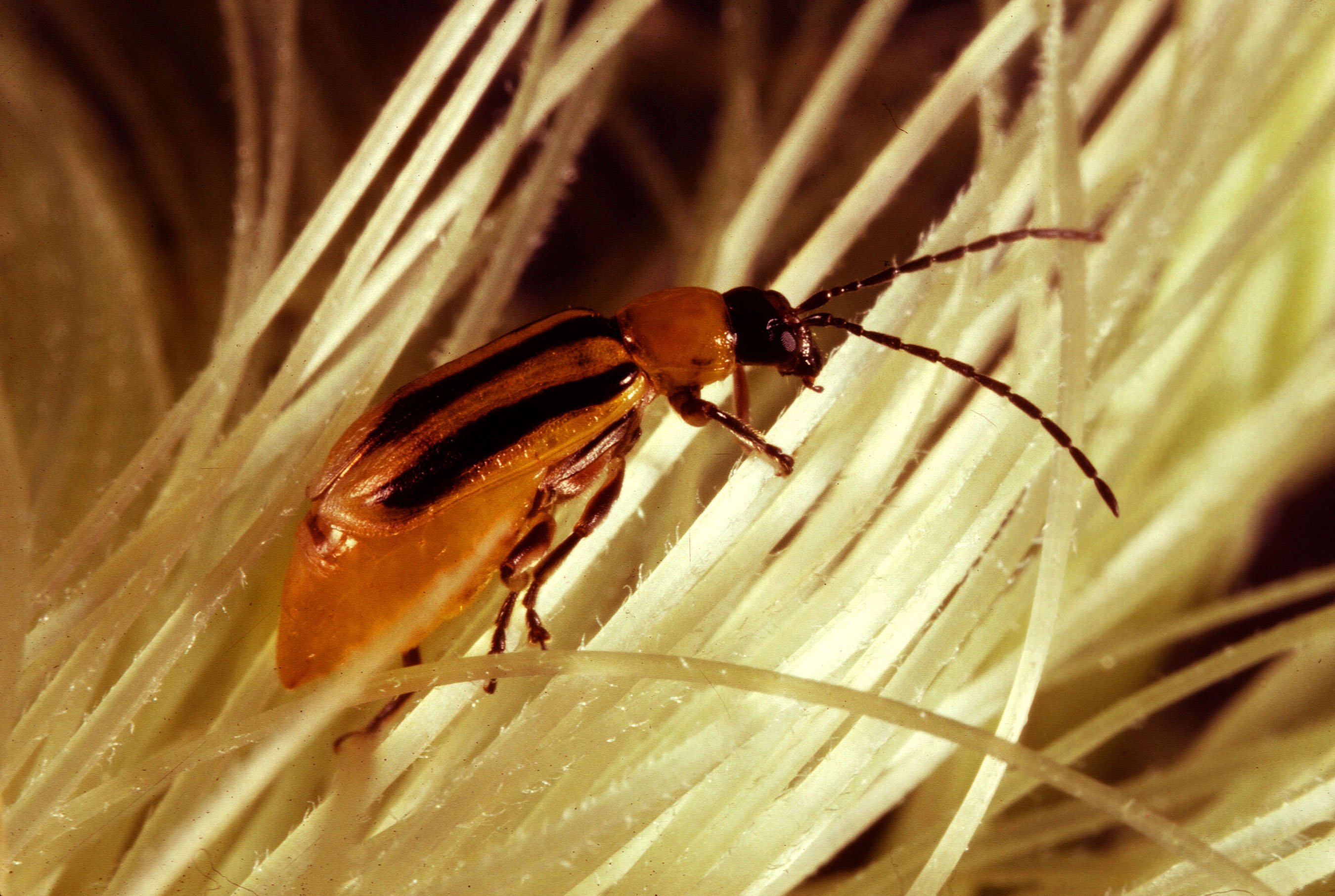
Diabrotica virgifera

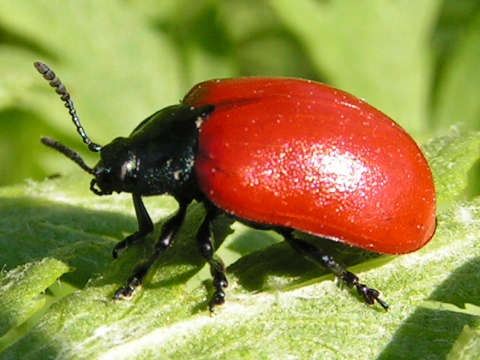
Chrysomela populi

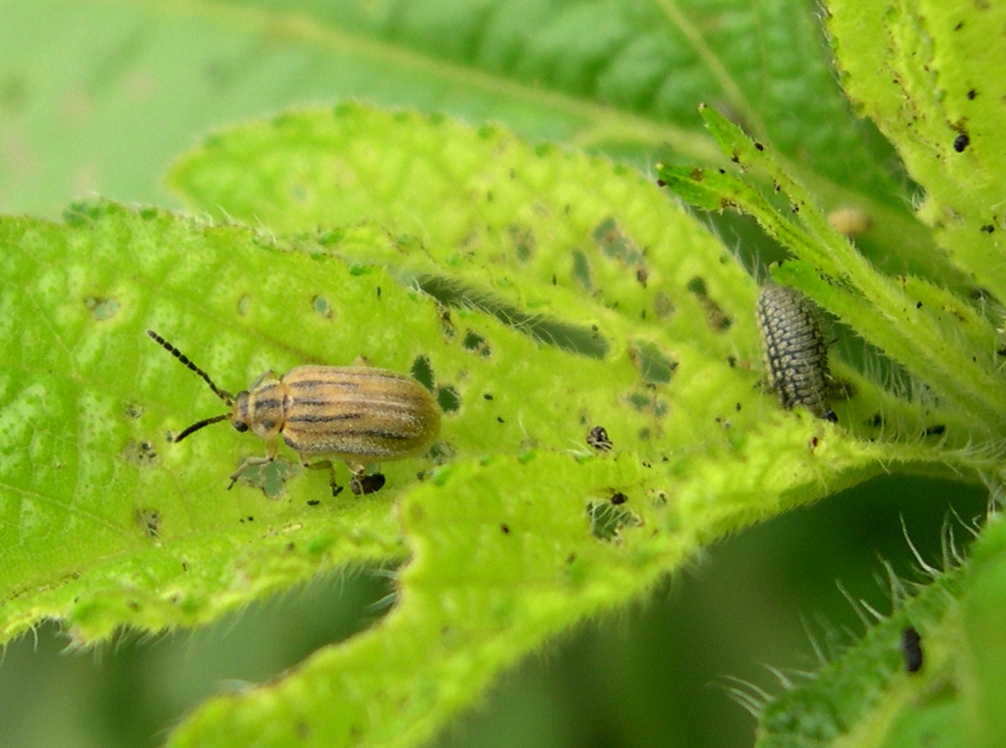
Ophraella communa

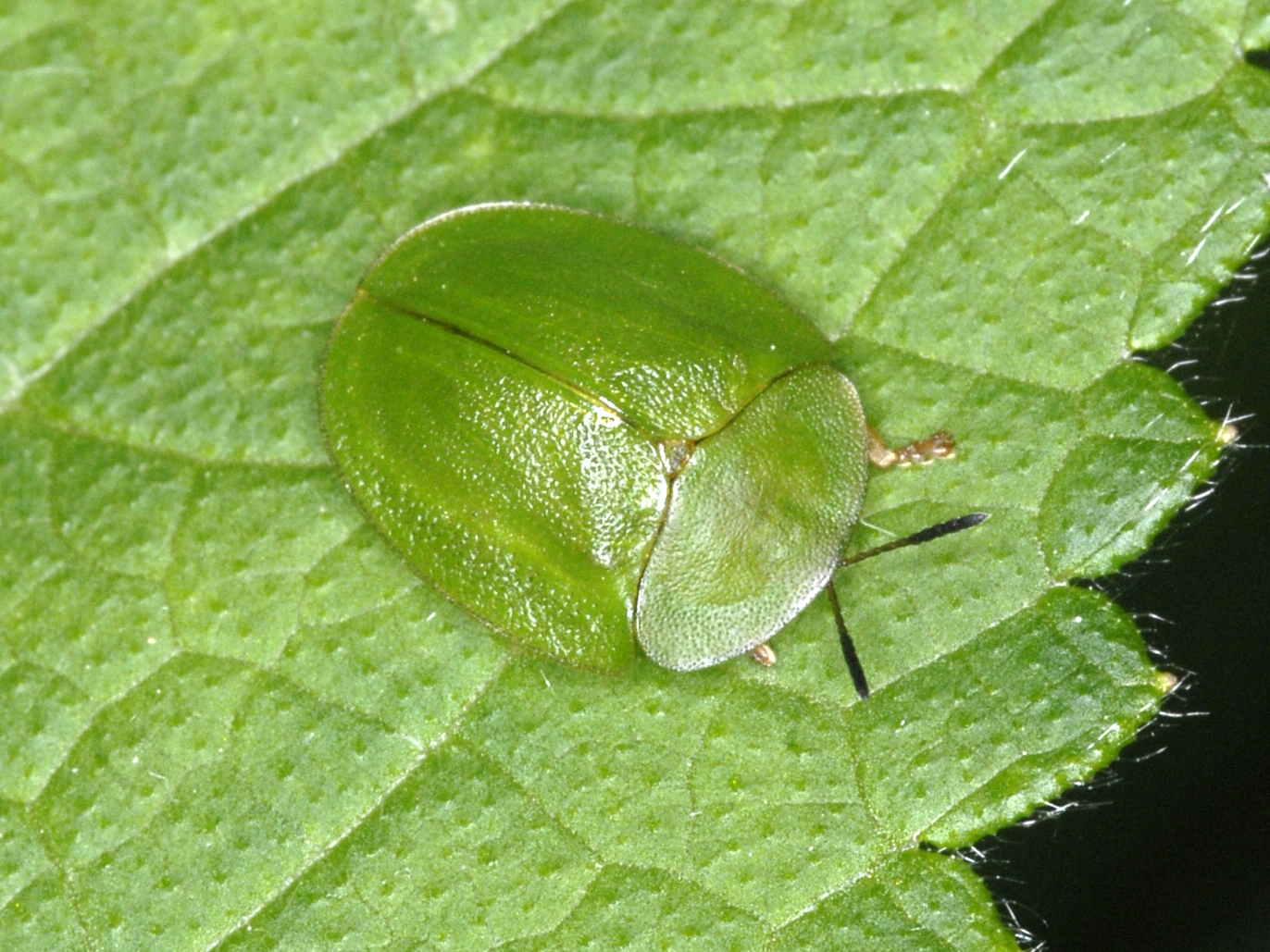
Cassida viridis

- sottofamiglia Bruchinae Latreille, 1802
  - tribù Amblycerini Bridwell, 1932
    - sottotribù Amblycerina Bridwell, 1932
    - sottotribù Spermophagina Borowiec, 1987

  - tribù Bruchini Latreille, 1802
    - sottotribù Acanthoscelidina Bridwell, 1946
    - sottotribù Bruchina Latreille, 1802
    - sottotribù Megacerina Bridwell, 1946

  - tribù Eubaptini Bridwell, 1932
  - tribù Kytorhinini Bridwell, 1932
  - tribù Pachymerini Bridwell, 1929
    - sottotribù Caryedontina Bridwell, 1929
    - sottotribù Caryopemina Bridwell, 1929
    - sottotribù Pachymerina Bridwell, 1929

  - tribù Rhaebini Blanchard, 1845
- sottofamiglia Donaciinae Kirby, 1837
  - tribù Donaciini Kirby, 1837
  - tribù Haemoniini Chen, 1941
  - tribù Plateumarini Böving, 1922
- sottofamiglia Criocerinae Latreille, 1804
  - tribù Criocerini Latreille, 1807
  - tribù Lemini Gyllenhal, 1813
  - tribù Pseudocriocerini Heinze, 1962
- sottofamiglia Cassidinae Gyllenhal, 1813
  - tribù Alurnini Chapuis, 1875
  - tribù Anisoderini Chapuis, 1875
  - tribù Aproidini Weise, 1911
  - tribù Arescini Chapuis, 1875
  - tribù Aspidimorphini Chapuis, 1875
  - tribù Basiprionotini Gressitt, 1952
  - tribù Botryonopini Chapuis, 1875
  - tribù Callispini Chapuis, 1875
  - tribù Callohispini Uhmann, 1960
  - tribù Cassidini Gyllenhal, 1813
  - tribù Cephaloleiini Chapuis, 1875
  - tribù Chalepini Weise, 1910
  - tribù Coelaenomenoderini Weise, 1911
  - tribù Cryptonychini Chapuis, 1875
  - tribù Delocranini Spaeth, 1929
  - tribù Dorynotini Monrós & Viana, 1949
  - tribù Eugenysini Hincks, 1952
  - tribù Eurispini Chapuis, 1875
  - tribù Exothispini Weise, 1911
  - tribù Goniocheniini Spaeth, 1942
  - tribù Gonophorini Chapuis, 1875
  - tribù Hemisphaerotini Monrós & Viana, 1951
  - tribù Hispini Gyllenhal, 1813
  - tribù Hispoleptini Chapuis, 1875
  - tribù Hybosispini Weise, 1910
  - tribù Imatidiini Hope, 1840
  - tribù Ischyrosonychini Chapuis, 1875
  - tribù Leptispini Fairmaire, 1868
  - tribù Mesomphaliini Hope, 1840
  - tribù Notosacanthini Gressitt, 1952
  - tribù Oediopalpini Monrós & Viana, 1947
  - tribù Omocerini Hincks, 1952
  - tribù Oncocephalini Chapuis, 1875
  - tribù Promecothecini Weise, 1911
  - tribù Prosopodontini Weise, 1910
  - tribù Sceloenoplini Uhmann, 1930
  - tribù Spilophorini Chapuis, 1875
  - tribù Uroplatini Weise, 1910
- sottofamiglia Chrysomelinae Latreille, 1802
  - tribù Chrysomelini Latreille, 1802
  - tribù Timarchini Motschulsky, 1860
- sottofamiglia Galerucinae Latreille, 1802
  - tribù Alticini Newman, 1834
    - genere Longitarsus Berthold, 1827

  - tribù Decarthrocerini Laboissiere, 1937
  - tribù Galerucini Latreille, 1802
  - tribù Hylaspini Chapuis, 1875
  - tribù Luperini Gistel, 1848
  - tribù Metacyclini Chapuis, 1875
  - tribù Oidini Laboissiere, 1921

- sottofamiglia Lamprosomatinae Lacordaire, 1848
  - tribù Lamprosomatini Lacordaire, 1848
  - tribù Neochlamysini Monrós, 1959
  - tribù Sphaerocharini Chapuis, 1874
- sottofamiglia Cryptocephalinae Gyllenhal, 1813
  - tribù Clytrini Kirby, 1837
  - tribù Cryptocephalini Gyllenhal, 1813
    - sottotribù Achaenopina Chapuis, 1874
    - sottotribù Cryptocephalina Gyllenhal, 1813
    - sottotribù Monachulina Leng, 1920
    - sottotribù Pachybrachina Chapuis, 1874
    - sottotribù Stylosomina Chapuis, 1874

  - tribù Fulcidacini Jakobson, 1924
- sottofamiglia Eumolpinae Hope, 1840
  - tribù Bromiini Baly, 1865
  - tribù Caryonodini Bechyné, 1951
  - tribù Cubispini Monrós, 1954
  - tribù Eumolpini Hope, 1840
  - tribù Euryopini Chapuis, 1874
  - tribù Habrophorini Bechyné & Špringlová de Bechyné, 1969
  - tribù Hemydacnini Bechyné, 1951
  - tribù Megascelidini Chapuis, 1874
  - tribù Merodini Chapuis, 1874
  - tribù Pygomolpini Bechyné, 1949
  - tribù Rosiroiini Bechyné, 1950
  - tribù Typophorini Baly, 1865
- sottofamiglia Protoscelidinae Medvedev, 1968 †
- sottofamiglia Spilopyrinae Chapuis, 1874
- sottofamiglia Synetinae LeConte & Horn, 1883